# Idalion
Idalion vagy Idalium (ógörögül: Ιδάλιον)  ókori királyság és városállam volt Cipruson a mai Dali településtől délre, az egykori Kítiontól (a mai Lárnakától) 22 kilométerre északnyugatra.

## Története
A várost a hagyomány szerint Chalcanor alapította, a feltárások eredménye szerint Idalion már a késői bronzkorban lakott volt. Idalion első említése a Kr.e. 7. századból, egy asszír forrásban, egy Assur-ah-iddína uralkodó prizmáján lelhető fel. A vélhetően görögök által alapított települést, a Kr.e. 5. században elfoglalták és ezt követően 150 éven át irányították a közeli Kítiont is birtokló föníciaiak.

## Városszerkezet
A település két – egy keleti és egy nyugati – akropoliszból és egy tőlük északra fekvő alsóvárosból állt. A Kr.e. 1200-1000 közötti időszakból fennmaradt leletek szerint a nyugati akropolisz vályogtéglákból épített erődítmény, megerősített vár és kultikus hely is volt egyben. Ez az akropolisz később Pallasz Athénének szentelt temenosz lett – akit a föníciaiak Anat istennővel azonosítottak. A keleti akropoliszon Aphrodité temenoszának adott helyet, míg a két akropolisz közötti völgyben Apollón (a föníciai Resef) isten szentélye állt. A feltárt raktárak, utak élénk kereskedelemre utalnak, de a város sokat profitált a rézbányászatból is.

## Régészeti leletek

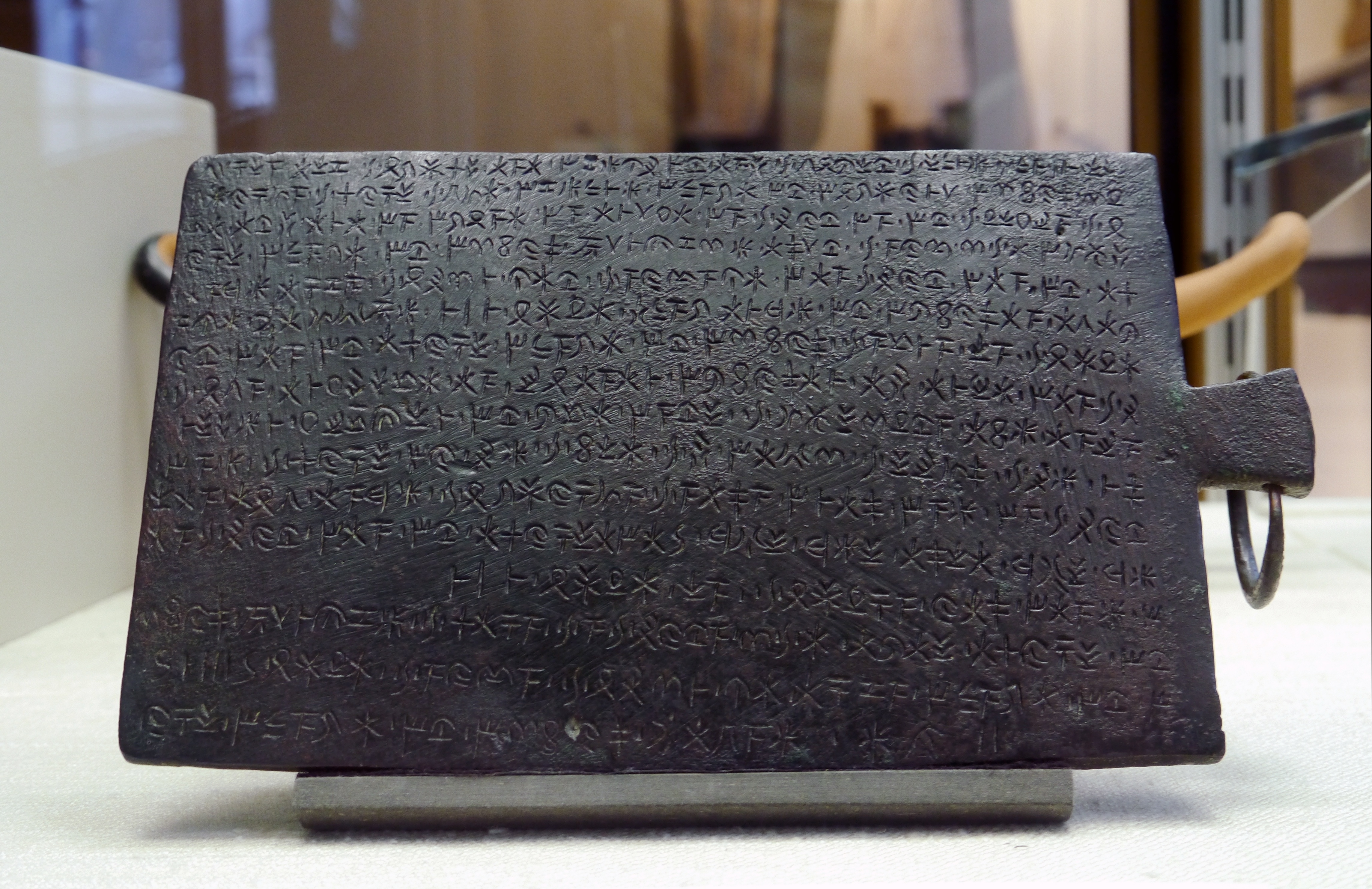
Az Idalion bronztábla

A városban talált egyik legfontosabb lelet az 1850-ben megtalált, és jelenleg Párizsban őrzött Idalion bronztábla, aminek mindkét oldalán cipro-mínoszi szótagábécé felhasználásával írott szerződés szöveg található.